# Sado (città)
Sado (佐渡市?) è una città giapponese della prefettura di Niigata, che occupa l'omonima isola.